# Representation (konst)
Representation är en dokumentation, vid vilken någons uppfattning av ett fysiskt objekt beskrivs via ett medium. En sådan dokumentation är en representation oberoende av kvalitativa aspekter, till exempel hur bra den kan anses efterlikna objektet.
Representation är också ett begrepp i konstvetenskap, som hämtats från filosofin och används för att diskutera vad en betraktare uppfattar av en avbildning med hjälp av sitt synsinne.
Ordet representation, latinets representatio, har att göra med latinska verbet praeesse, att förevara, att vara före, både i platsavseende, vara framför (ögonen) på plats, och i överförd bemärkelse, stå framför (högre). Praesens är participformen varande före.
Begreppet representation rörande bildkonst kommer från filosofins representationism, "lärosatsen att tanken är bearbetningen av mentala representationer, vilka motsvarar externa förhållanden eller objekt". Beträffande bildmässig representation finns således tre element: något fysiskt som avbildas, en fysisk bild samt en mental bild. Det är den mentala bilden som är den bild som betraktaren "ser".
Diskussionen om representation påbörjades av Platon och Aristoteles. Under senare århundraden har den tagits upp av bland annat Descartes. Denne underströk att det är "huvudet" som ser och inte ögonen eller synsinnet.